# Association Sportive de l'Excelsior
El Association Sportive de l'Excelsior es un equipo de fútbol de las Islas Reunión que juega en la Primera División de las Islas Reunión, la liga de fútbol más importante del departamento de Francia.

## Historia
Fue fundado en el año 1940 en la localidad de Saint-Joseph y cuenta en su historial con 1 título de liga y 4 títulos de copa en Reunión.
A nivel internacional ha participado en 1 torneo continental, en la Liga de Campeones de la CAF 2006, donde fue eliminado en la Ronda Preliminar por el USCA Foot de Madagascar.
También ha participado dentro del sistema de competición de Francia, participando en la Copa de Francia 7 veces.

## Palmarés
- Primera División de las Islas Reunión: 2

1974, 2023
- Copa de las Islas Reunión: 4

2004, 2005, 2014, 2015

## Participación en competiciones de la CAF
| Temporada | Torneo                      | Ronda      | Club      | Casa | Visita | Global  |
| --------- | --------------------------- | ---------- | --------- | ---- | ------ | ------- |
| 2006      | Liga de Campeones de la CAF | Preliminar | USCA Foot | 3-1  | 0-2    | 3-3 (a) |

## El Equipo en la estructura del fútbol francés
- Copa de Francia: 7 apariciones

1974-75, 2001-02, 2009–10, 2014–15, 2015–16, 2016–17, 2017–2018
| Temporada | Ronda | Local                   | Resultado          | Visita          |
| --------- | ----- | ----------------------- | ------------------ | --------------- |
| 2009–10   | 7     | AS Excelsior            | 1-0                | Quimper (4)     |
| 2015–16   | 7     | AS Excelsior            | 1-0 (aet)          | AS Poissy (4)   |
| 2016–17   | 7     | Avoine OCC (5)          | 1-1 (aet, pso 2-4) | AS Excelsior    |
| 2016–17   | 8     | AS Excelsior            | 1-1 (aet, pso 3-0) | FC Mulhouse (4) |
| 2017–18   | 7     | Feignies Aulnoye FC (5) | 1-3                | AS Excelsior    |

- En paréntesis aparece la categoría del rival en esa temporada.